# Tratado de Constantinopla (1897)
O Tratado de Constantinopla foi um tratado entre o Império Otomano e o Reino da Grécia, assinado em 4 de dezembro de 1897 após a Guerra Greco-Turca (1897).

## Contexto
A ilha de Creta fazia parte do Império Otomano, mas tinha uma população predominantemente cristã, de língua grega, que se rebelou diversas vezes para alcançar a união com a Grécia. Durante uma dessas revoltas, em 2 de fevereiro de 1897, tropas gregas desembarcaram em Creta para anexar a ilha. Isso levou à eclosão da chamada Guerra dos 30 Dias entre o Império Otomano e a Grécia, que foi travada principalmente na Tessália e no Épiro. Na Tessália, o superior exército otomano, comandado por Edhem Paxá, derrotou os gregos e conquistou grande parte do território. A Grécia pediu a paz e as Grandes Potências da Europa intervieram para forçar o governo otomano a devolver a maior parte das terras ocupadas durante a guerra e a conceder autonomia a Creta.

## O tratado
As negociações de paz começaram em 21 de outubro de 1897 e o tratado foi assinado em 4 de dezembro do mesmo ano. Os termos eram:
- A Tessália, que havia sido ocupada pelas forças otomanas, seria em grande parte devolvida à Grécia, com pequenas alterações na linha de fronteira pré-guerra em favor dos otomanos.
- A Grécia concordou em pagar pesadas reparações.
- Os otomanos não se retirariam antes de as reparações serem pagas.
- Os otomanos concordaram em promover o estatuto de Creta como um estado autônomo sob a suserania otomana.

## Consequências
Embora o exército otomano tenha vencido em campo, o Império Otomano não se beneficiou da vitória. A soberania sobre Creta provou ser completamente ineficaz, e Creta declarou unilateralmente a união com a Grécia em 1908. Isso foi formalizado após as Guerras Balcânicas, com a ilha se unindo à Grécia em 1 de dezembro de 1913. Na troca populacional de 1923 entre a Grécia e a Turquia, a população muçulmana da ilha foi transferida para a Turquia.